# 김현 (1947년)
김현(1947년 5월 13일~)은 대한민국의 정치인이다. 제13대 국회의원을 지냈다.

## 역대 선거 결과
|  | 38.64% |

|  | 23.24% |